# Concierto europeo

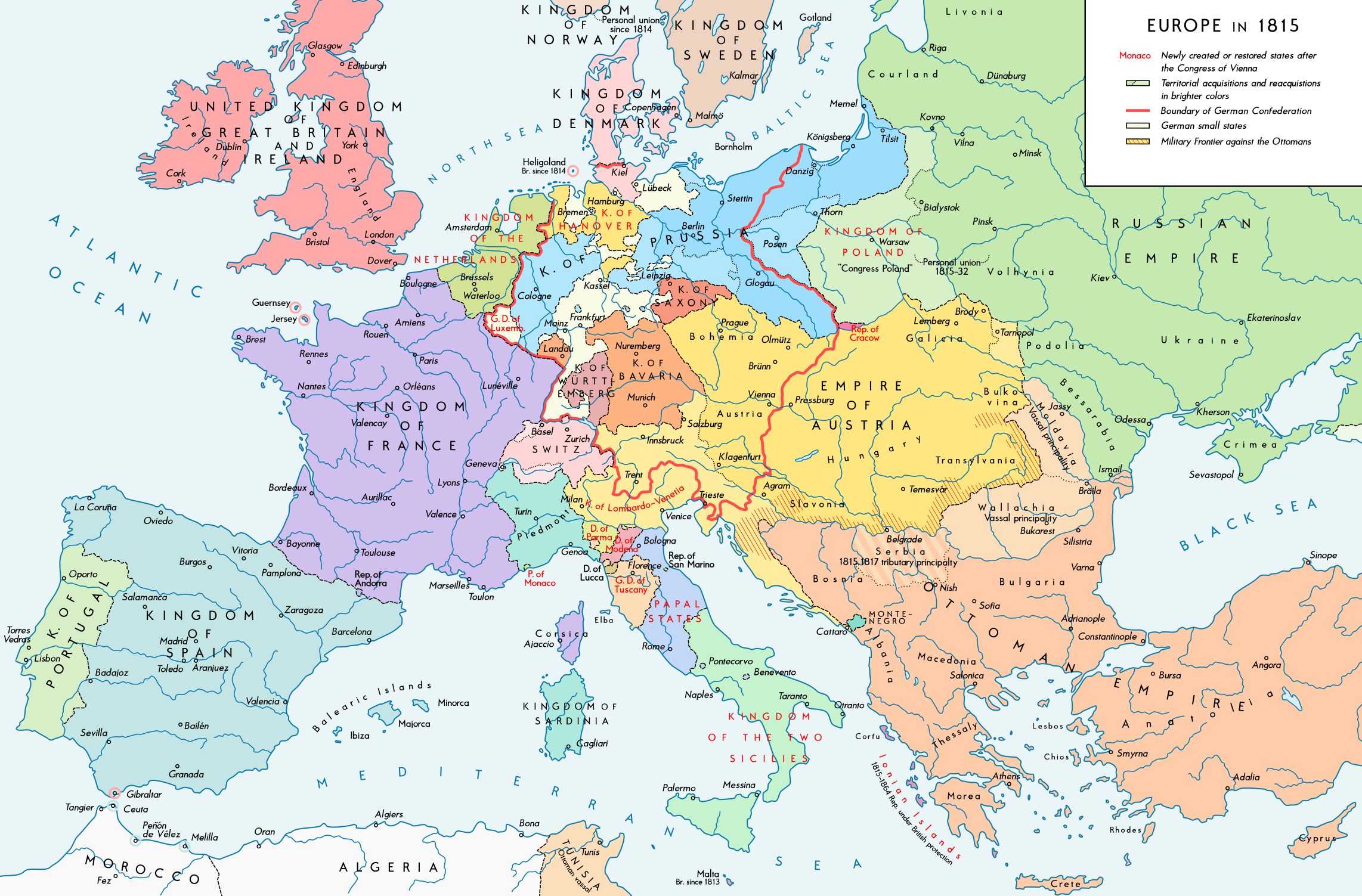
Mapa político de Europa tras el Congreso de Viena, 1815.

La denominación concierto europeo se emplea para designar el tipo de relaciones interestatales iniciado en el periodo de la Europa de la Restauración (al final de las Guerras Napoleónicas, en 1815) y que se expandió hasta el estallido de la Primera Guerra Mundial en 1914. Este sistema, también conocido como sistema de congresos, tenía como objetivo mantener un equilibrio de poder y garantizar la paz entre los Estados. También recibe el nombre de Sistema Metternich (por ser este uno de sus promotores), Pentarquía (por el número de sus Estados miembros) o Sistema de Viena (por el congreso de Viena). 
Su fundación corrió a cargo de Austria, Prusia, Rusia y el Reino Unido, que eran los países integrantes de la Cuádruple Alianza que derrotó a Napoleón y a su Primer Imperio Francés. Francia se convertiría en el quinto miembro del concierto.
Inicialmente, las personalidades que impulsaron este concierto fueron el secretario de asuntos exteriores británico Lord Castlereagh, el canciller austriaco Klemens von Metternich y el zar ruso Alejandro I. Charles Maurice de Talleyrand fue el principal responsable de reposicionar a Francia entre las principales potencias diplomáticas en el ámbito internacional.  
En este concierto no existían normas escritas o instituciones permanentes, pero siempre que surgiera una crisis, cualquiera de los Estados miembros podía proponer la celebración de una conferencia. Algunos de los encuentros celebrados por las potencias mundiales de la época fueron los celebrados en: Aquisgrán (1818), Karlsbad (1819), Troppau (1820), Laibach (1821), Verona (1822), Londres (1832) y Berlín (1878).
La eficacia del concierto se vio afectada por el auge del nacionalismo, las revoluciones de 1830 y 1848, la unificación de Alemania e Italia, la Guerra de Crimea y la Cuestión Oriental, entre otros factores.